# キルショット
『キルショット』（Killshot ）は、2009年に公開されたアクション映画。
日本では劇場公開されずDVDスルーになった。レンタルはTSUTAYAでのみされている。

## ストーリー
アーマンドは「ブラックバード」の名で知られるベテランの殺し屋。彼は過去に弟を誤射して死なせてしまったトラウマを抱えていた。そしてついに引退を決意した彼だったが、マフィアから受けた仕事でヘマをしでかし、逆に命を狙われることになってしまう。そんな彼が出会ったのは、凶暴だが純粋な不良青年リッチーだった。なりゆきから二人は不動産会社を恐喝する計画を立てるが、事務所にいた女性従業員カーメンと、その夫ウェインの反撃を受けて計画は失敗してしまう。自分たちの顔を見られたことを恐れたアーマンドは、夫妻の殺害を企てるのだった。

## キャスト
※括弧内は日本語吹き替え
- アーマンド・“ブラックバード”・デガス - ミッキー・ローク（菅生隆之）
- カーメン・コルソン - ダイアン・レイン（五十嵐麗）
- ウェイン・コルソン - トーマス・ジェーン（根本泰彦）
- リッチー・ニックス - ジョセフ・ゴードン＝レヴィット（杉山大）
- ドナ - ロザリオ・ドーソン（雨谷和砂）
- パパ - ハル・ホルブルック
- ライオネル・アダム - アルドレッド・モントーヤ（里卓哉）
- ジェラルド - クレイグ・エルドリッジ（里卓哉）